# Économie de Maine-et-Loire
L'économie de Maine-et-Loire est principalement axée sur l'industrie et se classe en seconde position des départements industriels de l'Ouest, avec 45 % de sa population active travaillant dans ce secteur.

## Données économiques

### Le département dans la région
Le Maine-et-Loire se situe au cœur d'un triangle Nantes-Saint Nazaire / Angers / Cholet, qui produit 60 % de la richesse de la région des Pays de la Loire, 3e région industrielle française.
En 2008, le département employait 22 % des effectifs salariés de la région des Pays de la Loire, représentait 20 % de son PIB et plus d’un quart des exportations, notamment par deux entreprises Charal (production de viandes) et Continental Automotive Systems (équipements automobiles).

### Principaux indicateurs
PIB et valeur ajoutée : En 2005, le produit intérieur brut (PIB) de Maine-et-Loire s’élevait à 17 370 000 € (19 779 219 €2016). Que ce soit le PIB par emploi ou le PIB par habitant, le département se plaçait en dessous de la moyenne nationale.
|                                                   | Maine-et-Loire (2005) | Moyenne métropolitaine (2005) |
| ------------------------------------------------- | --------------------- | ----------------------------- |
| Valeur ajoutée brute totale (en millions d'euros) | 15 572                |                               |
| Produit intérieur brut (en millions d'euros)      | 17 370                |                               |
| Produit intérieur brut par habitant (en euros)    | 22 946                | 27 811                        |
| Produit intérieur brut par emploi (en euros)      | 56 662                | 69 185                        |
| Rang du département en France hors Île-de-France  | 49e                   |                               |

Structure de la valeur ajoutée : En 2005, près de 70 % de sa valeur ajoutée (VA) était produite par les services, loin devant l'industrie et l'agriculture.
|                                | Maine-et-Loire (2005) | Moyenne métropolitaine (2005) |
| ------------------------------ | --------------------- | ----------------------------- |
| Agriculture sylviculture pêche | 4,7 %                 | 2,3 %                         |
| Industrie                      | 18,2 %                | 15,2 %                        |
| Construction                   | 7,4 %                 | 5,6 %                         |
| Services surtout marchands     | 46,6 %                | 55,4 %                        |
| Services administrés           | 23,0 %                | 21,5 %                        |

## Données sectorielles

### Agriculture

#### Généralités
Environ 30 000 employés et 11 000 exploitations produisent de l'élevage (53 %) et diverses cultures (47 %).
Le département est le premier producteur français de champignons, de cassis et de plantes en pot, et est reconnu au niveau européen grâce à la viticulture et son pôle du Végétal. À la fin des années 2000, le poids de la production végétale dans l'ensemble de la production agricole de Maine-et-Loire était de 45 % du produit agricole total.

#### Horticulture
L'Anjou est la première région horticole de France, activité créée à la seconde moitié du XVIIIe siècle.
Le conseil général participe au développement du département comme pôle végétal européen. La création de Floriloire aide au renforcement de l'organisation logistique et commerciale des entreprises horticoles locales. L'Office communautaire des variétés végétales (OCVV), anciennement basé à Bruxelles, s'est installé sur Angers.
Le département a créé en 2010 Terra Botanica, une vitrine internationale de l'horticulture angevine.

#### Viticulture
Avec 20 000 hectares cultivés, 27 appellations AOC et un million d'hectolitres/an, la viticulture est un atout majeur du département. Les plus reconnus étant le Coteaux-du-layon et le vin pétillant de Saumur.

#### Régions agricoles
Les petites régions agricoles de Maine-et-Loire : Le département de Maine-et-Loire, tout comme les autres départements de France, est découpé, depuis 1946, en petites régions agricoles françaises. Le département compte cinq petites régions agricoles (PRA) numérotées par l'Insee : 
- 49344 : Val de Loire,
- 49345 : Baugeois,
- 49347 : Saumurois,
- 49356 : Bocage angevin,
- 49373 : Haut-Bocage.

### Industrie

#### Généralités
Le bilan 2012 de l'industrie angevine est en demi-teinte. Elle a employé 54 700 salariés, chiffre en maintien par rapport à 2011.

#### Industrie agroalimentaire
La filière agro-alimentaire compte en Anjou plus d'une centaine d’entreprises, dont les biscuits Saint-Georges, Brioche Pasquier, Charal, France Champignon, Rémy Cointreau, Combier, Grimaud Frères.
Les entreprises angevines de l'agroalimentaire n'ont pas connu de grandes difficultés en 2012.

#### Chimie, caoutchouc, plastique
Le Maine-et-Loire occupe le premier rang des départements du Grand Ouest dans le secteur plasturgie-caoutchouc, avec des entreprises telles que Nicoll, Carpenter, Michelin, Paulstra.
À la suite de la baisse de la construction de logements, et après plusieurs années de croissance, l'activité des entreprises de la menuiserie industrielle s'est dégradée en 2012.

#### Électronique et informatique
On trouve dans le département plusieurs grandes entreprises du secteur électronique-informatique, comme Bodet ou Bull.
Au cours de l'année 2012, quelques entreprises ont connu des difficultés, comme Technicolor mais aussi de plus petites unités.

#### Cuir et habillement
Le Choletais, avec 400 PMI, est le premier centre européen de vêtements destinées aux enfants, et un pôle important de la mode avec des entreprises tels que ÉRAM, Catimini, GÉMO, New Man.
L'activité 2012 a été difficile dans la chaussure et l'habillement, et mieux orientée dans la maroquinerie et dans le luxe. 

### Services

#### Secteur tertiaire agricole
Le secteur tertiaire agricole en Maine-et-Loire regroupe cinq activités : 
- les services agricoles publics ou parapublics (Direction départementale de l'agriculture, Haras nationaux), la chambre d'agriculture ;
- les caisses de crédit et d'assurance (Crédit Agricole, …) ;
- les établissements d'enseignement agricole, de formation et de recherche (École supérieure d'agriculture d'Angers, École nationale d'ingénieurs des travaux de l'horticulture et du paysage, la Société d'aménagement foncier et d'établissement rural, Végépolys, …) ;
- les emplois tertiaires des entreprises de l'agroalimentaire ;
- le commerce de gros agricole et alimentaire (Terrena, …).

#### Construction
L'effectif salarié a baissé en 2012 dans le secteur de la construction et celui du commerce. En 2013, l'activité dans le secteur de la construction continue à être difficile,.

#### Commerce
Un important complexe commercial a vu le jour en 2012 à Beaucouzé, L'Atoll. À la fin de la première année d'exploitation, le nombre de visiteurs a été plus important que prévu (plus de 6 millions en un an), ainsi que le chiffre d'affaires des commerçants.

#### Tourisme
Sur le département de Maine-et-Loire, le chiffre d’affaires touristique direct a représenté 1,5 milliard d’euros en 2011. La clientèle en hébergement marchand était pour 24 % d'origine étrangère. Les châteaux représentaient la première fréquentation par catégorie de sites de visite, avant les jardins et parcs, et les musées.
La saison touristique 2012 a été moins favorable que la précédente.
Les sites les plus visités en 2011 ont été : Terra Botanica (301 049 visites), le bioparc de Doué (234 473), le château d’Angers (185 053), l'abbaye de Fontevraud (185 000), le musée des Beaux-Arts d'Angers (86 676), le parc oriental de Maulévrier (86 109), l'École Nationale d'Équitation (84 676), le château de Brézé (79 642), le village troglodytique de Louresse-Rochemenier (63 266), le château-musée de Saumur (59 462).

#### Manifestations culturelles et festivités
Les cinq premières manifestations payantes ont été en 2011 : le Festival Premiers Plans (48 743 personnes), le Mondial du Lion (44 204), le Festival d'Anjou (25 756 personnes, sur 23 représentations), les présentations publiques du Cadre noir (22 553 personnes, sur 18 dates), et les journées de la rose (18 090).

## Entreprises et administrations publiques
Sur le premier semestre 2013, le département a connu une augmentation du nombre de liquidations d'entreprises, alors que le nombre de créations d’entreprises a chuté.